# Cratere Drake
Drake è un cratere sulla superficie di Marte.